# Драгомирешти (Тимиш)
Драгомирешти (рум. Dragomirești) насеље је у Румунији у округу Тимиш у општини Штиука. Oпштина се налази на надморској висини од 231 m.

## Прошлост
По "Румунској енциклопедији" место се помиње 1439. године као Драгомирфалва. Стара православна црква брвнара грађена 1754. године у "Великом Зорљенцу" је пренета ту 1877. године.
Аустријски царски ревизор Ерлер је 1774. године констатовао да место припада Букошничком округу, Карансебешког дистрикта. Становништво је било влашко.
Место је половином 19. века било спахилук српске породице Влаховић "от Драгомирешћа". Племић Иларион Влаховић је 1846. године у Темишвару купио Вукову збирку српских народних песама. Исте године јавља се и Јован Рајић "от Драгомирешћа" као претплатник књиге преведене на српски језик. И Јаничариј Николај носи наслов "от Драгомирешћа"; он је 1844. године приложио у Фонд Матице српске 40 ф. Атанасије Дешко пренумерант српске књиге потписивао се "от Драгомир" (Драгомирешти), у друштву са Иларионом Влаховићем.

## Становништво
Према подацима из 2002. године у насељу је живело 390 становника.

### Попис2002.
| Расподела становништва по националности 2002.‍ | Расподела становништва по националности 2002.‍ | Расподела становништва по националности 2002.‍ | Расподела становништва по националности 2002.‍ | Расподела становништва по националности 2002.‍ |
| --------------------------------------------- | --------------------------------------------- | --------------------------------------------- | --------------------------------------------- | --------------------------------------------- |
|                                               |                                               |                                               |                                               |                                               |
| Румуни                                        | Румуни                                        |                                               | 21                                            | 5,4%                                          |
| Украјинци                                     | Украјинци                                     |                                               | 366                                           | 94,6%                                         |